# Pierre Dux
Pierre Dux, pseudonimo di Pierre Alexandre Martin (Parigi, 21 ottobre 1908 – Parigi, 1º dicembre 1990), è stato un attore e regista francese.

## Biografia
Pierre Dux fu un figlio d'arte, figlio di un artista drammatico e dell'attrice Émilienne Dux.
Pierre Dux si unì alla Comédie-Française nel 1929 nel ruolo di Figaro nel Barbiere di Siviglia.
Nel 1938, Pierre Dux, Fernand Ledoux e Alfred Adam, aprirono un corso di teatro in uno studio all'ultimo piano del Teatro Pigalle.
Partecipò alla seconda guerra mondiale, ricevendo anche la Croix de Guerre per i suoi meriti.
Fu membro della Comédie-Française dal 1935 fino al 1979, segnalandosi soprattutto come interprete di Figaro e di molti personaggi delle opere di Molière.
Passato al boulevard, vi ottenne particolari successi in Das Kapital di Curzio Malaparte, in Cyrano de Bergerac e in Patate di Marcel Achard.
Dal 1948 al 1952, Marcel Karsenty e Pierre Dux diressero il Théâtre de Paris. Dal 1952 al 1956 è stato professore al Conservatoire national supérieur d'art dramatique di Parigi dove ha avuto come studenti, in particolare, Jean Rochefort, Jean-Paul Belmondo, Claude Rich, Pierre Vernier e Catherine Samie.

## Teatro
- Le Marchand de Paris, Edmond Fleg (1929);
- À quoi rêvent les jeunes filles ?, Alfred de Musset (1929);
- Il barbiere di Siviglia, Beaumarchais (1929);
- La bisbetica domata, William Shakespeare (1929);
- Le Bon roi Dagobert, André Rivoire (1929);
- Il medico per forza, Molière (1929);
- Ruy Blas, Victor Hugo (1929);
- Il malato immaginario, Molière (1929);
- Le furberie di Scapino, Molière (1929);
- Sganarello o il cornuto immaginario, Molière (1929);
- La Robe rouge, Eugène Brieux (1929);
- Le Monde où l'on s'ennuie, Édouard Pailleron (1929);
- Hernani, Victor Hugo (1929);
- Les affaires sont les affaires, Octave Mirbeau (1929);
- Les Fresnay, Fernand Vanderem (1929);
- La Marche nuptiale, Henry Bataille (1929);
- L'avaro, Molière (1929);
- Marion Delorme, Victor Hugo (1929);
- Le Carnaval des enfants, Saint-Georges de Bouhélier (1930);
- Les trois Henry, André Lang (1930);
- Moi !, Eugène Labiche (1930);
- La scuola delle mogli, Molière (1930);
- Lorenzaccio, Alfred de Musset (1930);
- Le Sang de Danton, Saint-Georges de Bouhélier (1931);
- Il borghese gentiluomo, Molière (1931);
- Le Jeu de l'amour et du hasard, Pierre de Marivaux (1931);
- Patrie !, Victorien Sardou (1932);
- Il dispetto amoroso, Molière (1932);
- Les Plaideurs, Jean Racine (1932);
- Il signor di Pourceaugnac, Molière (1933);
- Il faut qu'une porte soit ouverte ou fermée, Alfred de Musset (1933);
- Le intellettuali, Molière (1933);
- Coriolano, William Shakespeare (1934);
- La Paix chez soi, Georges Courteline (1934);
- La Double Inconstance, Pierre de Marivaux, (1935);
- L'improvvisazione di Versailles, Molière (1935);
- Les Romanesques, Edmond Rostand (1936);
- L'illusione comica, Pierre Corneille (1937);
- La scuola dei mariti, Molière (1938);
- Il misantropo, Molière (1938);
- Cyrano de Bergerac, Edmond Rostand (1939);
- Léopold le bien-aimé, Jean Sarment (1941);
- Les Boulingrin, Georges Courteline (1943);
- Antonio e Cleopatra, William Shakespeare (1945);
- Elettra, Jean Giraudoux (1959);
- Le Jour du retour, André Obey (1972);
- Monsieur Teste, Paul Valéry (1974);
- Le smanie per la villeggiatura, Carlo Goldoni (1978).

## Filmografia parziale

### Attore
- Il gorilla vi saluta cordialmente (Le gorille vous salue bien), regia di Bernard Borderie (1958)
- Z - L'orgia del potere (Z), regia di Costa-Gavras (1969)
- Il clan degli uomini violenti (La Horse), regia di Pierre Granier-Deferre (1970)
- L'affare della Sezione Speciale (Section spéciale), regia di Costa-Gavras (1975)

## Doppiatori italiani
- Stefano Sibaldi in Z - L'orgia del potere
- Bruno Persa in Il clan degli uomini violenti
- Giorgio Piazza in L'affare della Sezione Speciale